# Miguel España
Miguel España Garcés (ur. 31 stycznia 1964 w Meksyku) – meksykański piłkarz pochodzenia hiszpańskiego występujący na pozycji pomocnika.

## Kariera klubowa
España zawodową karierę rozpoczynał w 1983 roku w klubie UNAM Pumas. W 1985 roku oraz w 1988 roku wywalczył z nim wicemistrzostwo Meksyku. W 1989 roku wygrał z zespołem rozgrywki Pucharu Mistrzów CONCACAF. W 1991 roku zdobył z nim mistrzostwo Meksyku. W UNAM grał przez 11 sezonów. W tym czasie rozegrał tam 339 spotkań i zdobył 10 bramek.
W 1994 roku España odszedł do UANL Tigres. Spędził tam rok, w ciągu którego zagrał tam w 33 meczach. W 1995 roku przeniósł się do Santos Laguna. W 2000 roku wywalczył z nim wicemistrzostwo fazy Verano. Na początku 2001 roku ponownie trafił do UNAM Pumas. W 2003 roku zakończył tam karierę.

## Kariera reprezentacyjna
W reprezentacji Meksyku España zadebiutował 16 sierpnia 1984 roku w wygranym 3:0 towarzyskim meczu z Finlandią. W 1986 roku został powołany do kadry narodowej na Mistrzostwa Świata. Zagrał na nich w pojedynkach z Belgią (2:1), Paragwajem (1:1), Irakiem (1:0), Bułgarią (2:0) oraz RFN (0:0, 1:4 po rzutach karnych). Z tamtego turnieju Meksyk odpadł w ćwierćfinale. W 1993 roku España wziął udział w Copa América, który Meksyk zakończył na 2. miejscu. W latach 1984–1994 w drużynie narodowej rozegrał w sumie 81 spotkań i zdobył 2 bramki.